# Glucuronamide/acide ascorbique/caféine

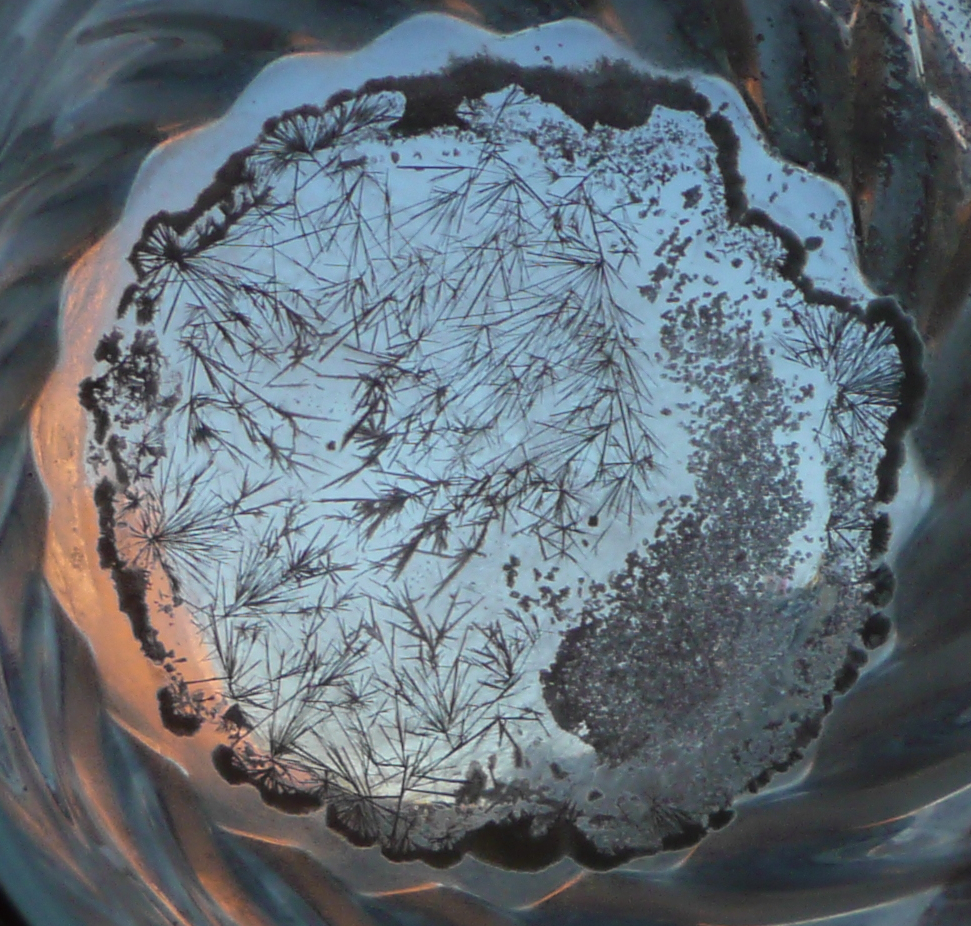
Cristallisation de glucuronamide/acide ascorbique/caféine après dissolution dans un verre d'eau puis évaporation.

Le glucuronamide/acide ascorbique/caféine est un médicament antiasthénique délivré sans ordonnance. Il est commercialisé sous les noms de Guronsan, Sarvit, ou G.C.Form respectivement par les laboratoires Bayer consumer Health, Meda Pharm et Cooper.

## Description
(août 2015).
Ces médicaments sont présentés sous la forme de comprimés effervescents de 4,3 grammes. Chaque comprimé contient 500 mg d'acide ascorbique (vitamine C), 50 mg de caféine (effet anti-asthénique et excitant, quantité équivalente à un café instantané) et 400 mg de glucuronamide (qui aurait des propriétés détoxifiantes[réf. nécessaire]), mais également 616 mg de sodium sous forme de bicarbonate de sodium (propre à tous les comprimés effervescents).
La glucuronamide se dégrade vite en acide glucuronique.
Ces médicaments sont indiqués dans le traitement d'appoint de la fatigue aiguë. Ils possèdent un effet stimulant (et légèrement euphorisant) semblables à la pseudoéphédrine[réf. nécessaire] (dû à la caféine présente en moins grande quantité dans un comprimé que dans une tasse de café normale[réf. nécessaire] et [informations manquantes pour vérifier] aussi dû à la vitamine C[réf. nécessaire]).
Des effets secondaires (dus à la caféine) peuvent se manifester par une irritabilité augmentée, une tachycardie ou des palpitations, des douleurs abdominales, de légers effets laxatifs[réf. nécessaire].
Sa consommation avant un examen physique officiel de type épreuve sportive est à proscrire, la prise de ce médicament n'entraîne pas un résultat positif aux tests antidopage. Ce produit n'est pas considéré par la Direction régionale de la Jeunesse, des Sports et de la Cohésion sociale comme un produit dopant[réf. nécessaire].